# FIFA 17
A FIFA 17 egy EA Canada által kifejlesztett játék, amelyet az EA Sports tett közzé. Megtalálható Microsoft Windows, PlayStation 3, PlayStation 4, Xbox 360 és Xbox One platformokon. Ez az első elem a FIFA-Sorozatból, amely Frosbite motorral működik. Ez lett a leggyorsabban eladott FIFA a többi között.

## Játékélmény
A játék a legtöbbet az offline részében változott. Egy új játékmód, a The Journey jelent meg, amely egy történetvezérelt mód, amelyben egy fiatal szupertehetséget követhetünk végig karrierje során. Ő Alex Hunter, akinek pályafutása elején választhatunk egy csapatot (kizárólag a Premier Leagueből, azonban később várható a repertoár bővítése), majd fordulatokkal teli történetet élhetünk át. A The Journey nem jelent meg Old Gen konzolokon. Emellett a megszokott karrier módban először játszhatunk a japán első osztályban.
A játék változott a támadási technikákban, a játékosok fizikai felépítése és bírása is reálisabb lett, illetve a pontrúgások is átalakultak. Idén is Martin Tyler, illetve Alan Smith a két kommentátor. Hivatalos magyarosítás nem készült.
Az Ultimate Teamben egy nagyobb újdonság a FUT Champions, amely egy világméretű FIFA-bajnokság, amely a felhasználókat rangsorolja (ez nem található meg Old Gen konzolokon). Új funkció még a FUT Squad Builder, amelyben egy előre megadott leírás szerint kell minél jobb csapatot készítenünk. A kártyák stílusa is változott, valamint az egész menü is új dizájnt kapott, a téma sárga és fekete színű.
A borítóra négy jelölt volt, ezek között sem Lionel Messi, sem Cristiano Ronaldo nem kapott helyet. Marco Reus, Eden Hazard, James Rodriguez és Anthony Martial versenyzett egymással egy internetes szavazáson. Végül a német nyert, aki elsőként virított egyedül a borítón.

## Fordítás
- Ez a szócikk részben vagy egészben  a   FIFA 17 című angol Wikipédia-szócikk fordításán alapul.  Az eredeti cikk szerkesztőit annak laptörténete sorolja fel. Ez a jelzés csupán a megfogalmazás eredetét és a szerzői jogokat jelzi, nem szolgál a cikkben szereplő információk forrásmegjelöléseként.